# Cleyera
Cleyera – rodzaj roślin z rodziny Pentaphylacaceae. Obejmuje 22 gatunki. Rośliny te występują w Azji na obszarze od Himalajów, poprzez Mjanmę, północny Wietnam, Chiny po Japonię oraz w Ameryce Środkowej na obszarze od Meksyku po Panamę. Rosną w lasach, często na terenach skalistych. Kwiaty rozwijają się latem, zapylane są przez owady.
Cleyera japonica jest drzewem świętym w Shintō – wiązanki z gałązek tego gatunku zwane sakaki wykorzystywane są podczas obrzędów, a same drzewa są często sadzone przy miejscach kultu (jinja). Z kolei w Himalajach liści tej rośliny używa się do zaparzania herbaty. Poza tym ten gatunek (rzadziej też inne) rozpowszechniony jest w obszarach o łagodnym klimacie jako roślina ozdobna, szczególnie popularne są odmiany pstrolistne – 'Fortunei' i 'Tricolor'. Różne gatunki z rodzaju dostarczają poza tym cenionego drewna.

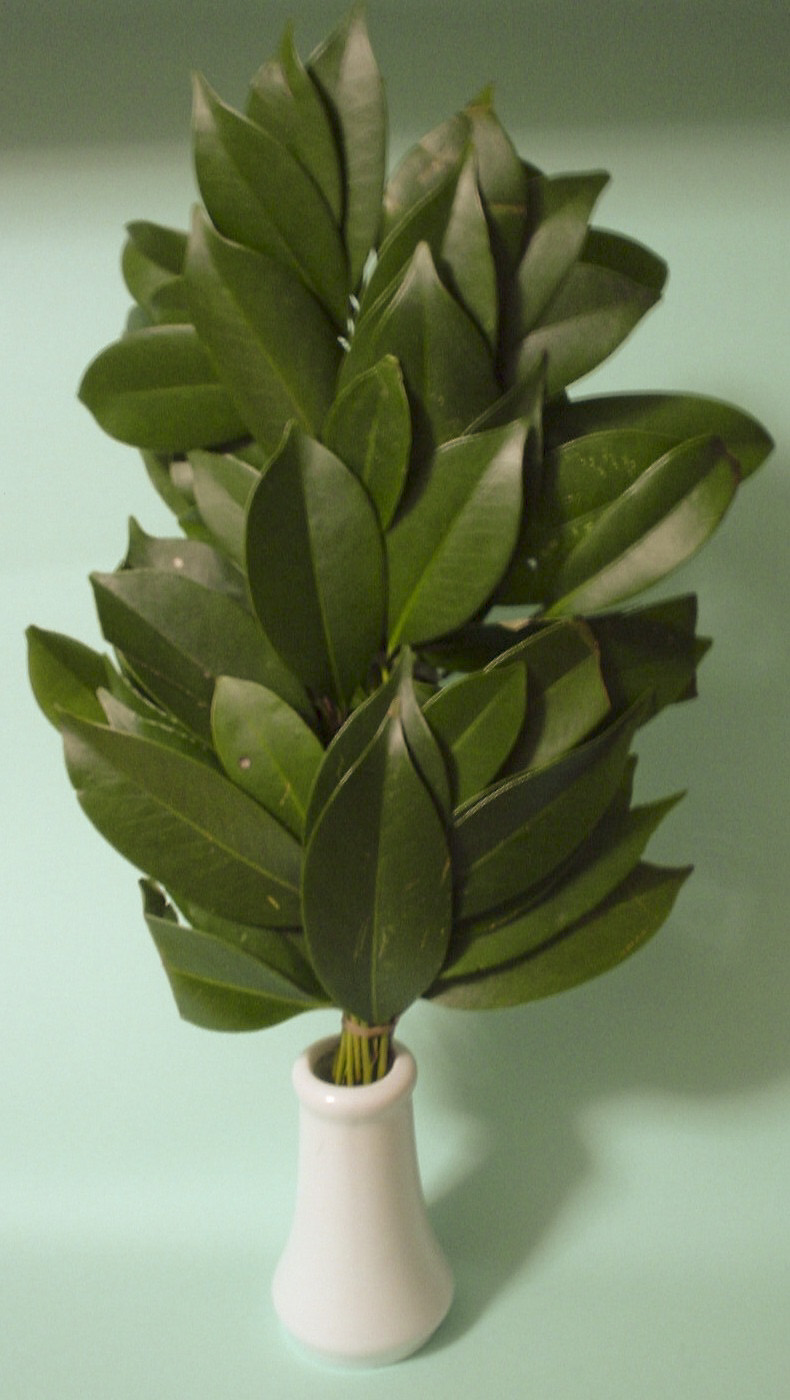
Gałązka sakaki

## Morfologia

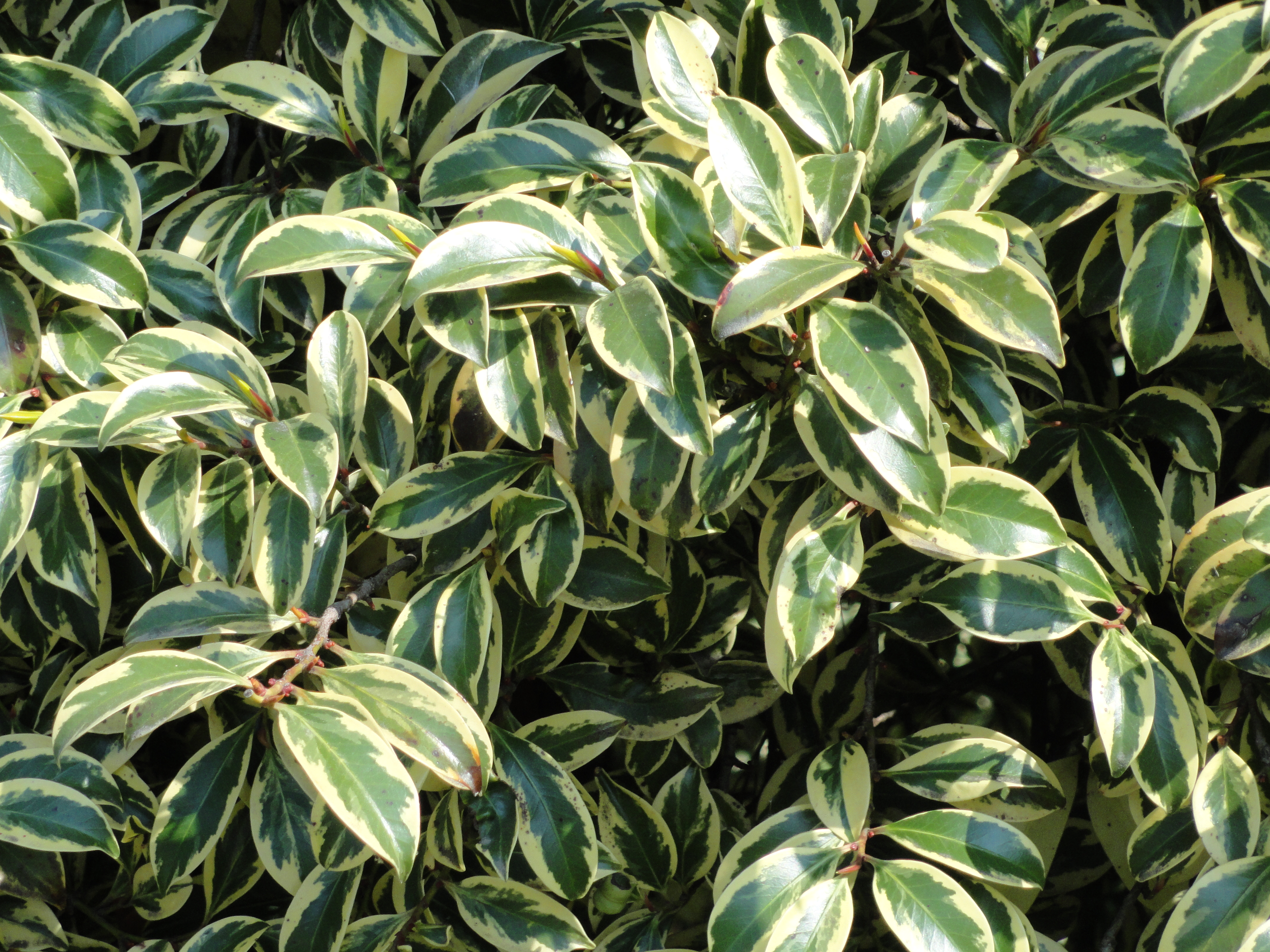
Cleyera japonica 'Fortunei'

PokrójKrzewy i drzewa zwykle osiągające do 12 m wysokości.
LiścieZimozielone, skrętoległe, ułożone na pędach dwurzędowo, ogonkowe, całobrzegie lub piłkowane.
KwiatyDrobne, obupłciowe, wyrastają pojedynczo lub zebrane po 2–4 w kątach liści. Kwiaty osadzone są na cienkich szypułkach długości ok. 1 cm, nieco zgrubiałych na końcu, wsparte są dwoma odpadającymi przysadkami rozwijającymi się na szypułce tuż pod kwiatem. Działki kielicha w liczbie 5 są nierównej wielkości, u nasady zrośnięte. Także płatki występują w liczbie 5 i są zrośnięte u nasady. Pręciki są liczne (od 25 do 30), ich nitki są długie i nagie. Zalążnia jest zwykle naga, dwu- lub trójkomorowa, w każdej z 8–16 zalążkami. Szyjka słupka pojedyncza, cienka i trwała, na szczycie rozdzielona na dwie lub trzy łatki.
OwoceJajowate lub spłaszczone jagody zawierające po kilka nasion w każdej z komór. Nasiona gładkie, błyszczące, czarnobrązowe, kulistawe do nerkowatych. Owoce są czerwone, po dojrzeniu czarne.

## Systematyka
Pozycja systematyczna
W systemie APG IV z 2016 i według Angiosperm Phylogeny Website jest to rodzaj z rodziny Pentaphylacaceae należącej do rzędu wrzosowców (Ericales). W innych ujęciach włączany bywał do herbatowatych Theaceae i Ternstroemiaceae.
Wykaz gatunków
- Cleyera albopunctata (Planch. ex Griseb.) Krug & Urb.
- Cleyera bolleana (O.C.Schmidt) Kobuski
- Cleyera cernua (Tul.) Kobuski
- Cleyera cuspidata Hung T.Chang & S.H.Shi
- Cleyera ekmanii (O.C.Schmidt) Kobuski
- Cleyera incornuta Y.C.Wu
- Cleyera integrifolia (Benth.) Choisy
- Cleyera japonica Thunb.
- Cleyera lipingensis (Hand.-Mazz.) T.L.Ming
- Cleyera longicarpa (Yamam.) Masam.
- Cleyera neibensis Alain
- Cleyera nimanimae (Tul.) Krug & Urb.
- Cleyera obovata H.T.Chang
- Cleyera obscurinervia (Merr. & Chun) H.T.Chang
- Cleyera orbicularis Alain
- Cleyera pachyphylla Chun ex Hung T.Chang
- Cleyera serrulata Choisy
- Cleyera ternstroemioides (O.C.Schmidt) Kobuski
- Cleyera theoides (Sw.) Choisy
- Cleyera vaccinioides (O.C.Schmidt) Kobuski
- Cleyera velutina B.M.Barthol.
- Cleyera yangchunensis L.K.Ling